# I Brigada Aérea (Chile)
La I Brigada Aérea de la Fuerza Aérea de Chile (FACh) se encuentra emplazada en la Base Aérea «Los Cóndores» en la ciudad de Iquique. Esta unidad es la cuna de los pilotos de combate de la FACH. En ella, son entrenados los pilotos en tácticas y técnicas de vuelo en combate. En la brigada, se encuentran asentados los siguientes grupos:
- Grupo de Aviación N.º 1
- Grupo de Aviación N.º 2
- Grupo de Aviación N.º 3
- Grupo de Defensa Antiaérea N.º 24
- Grupo de Telecomunicaciones y Detección N.º 34
- Grupo de Infantería de Aviación N.º 44
- Ala Base N.º 4